# Arlindo Barbeitos
Arlindo do Carmo Pires Barbeitos, né le 24 décembre 1940 à Catete, dans la province de Bengo en Angola et mort le 31 mars 2021, est un écrivain et poète angolais.

## Biographie
En 1961, Arlindo Barbeitos fuit l'Angola pour des motifs politiques au moment de son incorporation dans l’armée portugaise et s'exile en Europe.
Après la France, la Suisse et la Belgique, il s'installe en Allemagne de l'Ouest entre 1965 et 1969 et y poursuit des études de sociologie et d'anthropologie à l’Université de Francfort.
Il retourne en Angola en 1975.

## Publications
- (fr) Angola / Portugal : des identités coloniales équivoques : Historicité des représentations de soi et d'autrui, L'Harmattan, 2009,  (ISBN 978-2296053182)
- (pt) Angola Angolê Angolema, 1975, Lisbonne, Sá da Costa;
- (pt) Nzoji (Sonho), 1979, Lisbonne, Sá da Costa;
- (pt) Fiapos de Sonho, 1990, Lisbonne, Vega;
- (pt) Na Leveza do Luar Crescente, 1998, Lisbonne, Editorial Caminho.